# Anathallis subnulla
Anathallis subnulla är en orkidéart som först beskrevs av Carlyle August Luer och Antonio Luiz Vieira Toscano, och fick sitt nu gällande namn av Fábio de Barros. Anathallis subnulla ingår i släktet Anathallis och familjen orkidéer. Inga underarter finns listade i Catalogue of Life.